# Zgłowiączka (wieś)
Zgłowiączka – wieś w Polsce położona w województwie kujawsko-pomorskim, w powiecie włocławskim, w gminie Lubraniec.
Jedna ze starszych wsi na obszarze Kujaw, wzmiankowana w 1155 r. i kilkakrotnie w XIII wieku. Ważny ośrodek gospodarczy z uwagi na eksploatowaną tu w średniowieczu kopalnię soli i na istniejący w związku z nią targ. Pierwotnie wieś książęca, przeszła w posiadanie kapituły płockiej, odzyskana przez Kazimierza Wielkiego w drodze wymiany za wieś Trzepowo. W 1557 istniały jedynie folwark i kościół.
W latach 1975–1998 miejscowość administracyjnie należała do województwa włocławskiego.
Wieś znajduje się przy drodze łączącej Sułkowo z Żydowem, z odgałęzieniem do Sarnowa. Obie wymienione drogi są połączone z drogą powiatową 269. Przez wieś przepływa rzeka Zgłowiączka. Znajduje się tu zabytkowy kościół pw. Narodzenia NMP, szkoła podstawowa ośrodek zdrowia poczta i dwa sklepy spożywcze oraz cmentarz. 